# Pendulum (크리던스 클리어워터 리바이벌의 음반)
| 전문가 평가                   | 전문가 평가 |
| 평가 점수                     | 평가 점수   |
| 출처                          | 점수        |
| ----------------------------- | ----------- |
| AllMusic                      | [ 2 ]       |
| Christgau's Record Guide      | A−          |
| Encyclopedia of Popular Music | [ 4 ]       |

《Pendulum》은 1970년 12월 9일, 판타지 레코드에서 발매한 미국의 록 밴드 크리던스 클리어워터 리바이벌의 여섯 번째 스튜디오 음반이다. 이 음반은 그해 밴드가 발매한 두 번째 스튜디오 음반으로, 《Cosmo's Factory》 이후 5개월 만에 발매되었다.

## 배경
이 음반은 크리던스 클리어워터 리바이벌이 커버곡을 포함하지 않은 유일한 음반으로 (모든 트랙은 존 포거티가 작곡했다), 톰 포거티가 1971년 초 솔로 활동을 시작하기 위해 그룹을 떠났기 때문에 아직 멤버로 활동하는 동안 밴드가 녹음한 마지막 음반이자 존 포거티가 단독으로 프로듀싱한 밴드의 음반 중 마지막 음반이다. 이 음반에서 가져온 유일한 싱글인 〈Have You Ever Seen the Rain〉/〈Hey Tonight〉은 1971년 1월에 발매되었으며, 빌보드 핫 100 차트에서 8위를 차지했다.
《Pendulum》은 기타가 주를 이뤘던 그룹의 이전 음반과 달리 키보드와 색소폰과 같은 악기로 밴드의 소닉 팔레트를 확장한다. 또한 마지막 기악곡인 〈Rude Awakening #2〉에는 아방가르드 사이키델릭에 대한 모험이 담겨 있다.

## 곡 목록
모든 곡들은 존 포거티에 의해 작사/작곡하였다.
| #  | 제목                            | 재생 시간 |
| -- | ------------------------------- | --------- |
| 1. | 〈Pagan Baby〉                  | 6:25      |
| 2. | 〈Sailor's Lament〉             | 3:47      |
| 3. | 〈Chameleon〉                   | 3:05      |
| 4. | 〈Have You Ever Seen the Rain〉 | 4:57      |
| 5. | 〈(Wish I Could) Hideaway〉     | 3:53      |

| #  | 제목                    | 재생 시간 |
| -- | ----------------------- | --------- |
| 1. | 〈Born to Move〉        | 5:39      |
| 2. | 〈Hey Tonight〉         | 2:43      |
| 3. | 〈It's Just a Thought〉 | 3:45      |
| 4. | 〈Molina〉              | 2:41      |
| 5. | 〈Rude Awakening #2〉   | 6:19      |

## 인증
| 국가                       | 인증     | 판매량/출하량 |
| -------------------------- | -------- | ------------- |
| 핀란드 (Musiikkituottajat) | 골드     | 20,000        |
| 미국 (RIAA)                | 플래티넘 | 1,000,000^    |
| ^출하량을 기반으로 한 인증 |          |               |